# Oral Fixation Vol. 2
Oral Fixation Vol. 2 este cel de-al șaptelea material discografic de studio al interpretei columbiene Shakira. 
La doi ani de la încheierea tuturor formelor de promovare a discului Laundry Service, Shakira a început înregistrările pentru noile albume de studio, Fijación Oral Vol. 1 și Oral Fixation Vol. 2. Primul dintre acestea, Fijación Oral Vol. 1, conține compoziții interpretate în limba spaniolă, fiind și primul promovat. La scurt timp a fost promovat extrasul pe single ce anunța lansarea albumului Oral Fixation Vol. 2, un produs de studio ce include doar cântece în limba engleză. Compoziția, intitulată „Don't Bother”, a fost interpretată în cadrul galei premiilor MTV Europe Music Awards, lucru ce a facilitat ascensiunea cântecului în listele muzicale. Albumul de proveniență a fost lansat la scurt timp, debutând pe poziția cu numărul 5 în Billboard 200. Coperta materialului o prezintă pe Shakira în ipostaza Evei în vecinătatea fructului interzis, această imagine dând naștere unor controverse. De asemenea, în unele țări Shakira a fost nevoită să modifice fotografia de prezentare a discului pentru a evita problemele.
Pentru a spori popularitatea și vânzările albumului, artista a înregistrat cântecul „Hips Don't Lie” alături de interpretul de muzică hip-hop Wyclef Jean. Înregistrarea a fost inclusă pe o versiune reeditată a materialului în cauză, ce a fost lansată pe data de 28 martie 2006. Compoziția s-a bucurat de succes la nivel global, ocupând locul 1 în peste cincizeci și cinci de țări sau teritorii, fiind cel mai bine vândut cântec al anului 2006. Proclamat imnul oficial al Campionatului Mondial de Fotbal 2006, cântecul a fost remixat și interpretat de solistă înaintea finalei ce s-a desfășurat în Germania. Desemnat ca ultimul single al albumului, „Illegal” a fost lansat doar Europa. Oral Fixation Vol. 2 s-a comercializat în peste opt milioane de exemplare la nivel internațional, Shakira susținând un turneu de promovare pentru cele două materiale discografice de studio.

## Ordinea pieselor pe disc
1. „How Do You Do" — 3:45
2. „Illegal" (featuring Carlos Santana) — 3:53
3. „Hips Don't Lie" (featuring Wyclef Jean) — 3:38
4. „Animal City" — 3:15
5. „Don't Bother" — 4:17
6. „The Day And The Time" (featuring Gustavo Cerati) — 4:22
7. „Dreams For Plans" — 4:02
8. „Hey You" — 4:09
9. „Your Embrace" — 3:32
10. „Costume Makes the Clown" — 3:12
11. „Something" — 4:21
12. „Timor — 3:32